# Leonid Boczarow
Leonid Porfirjewicz Boczarow, ros. Леонид Порфирьевич Бочаров (ur. 13 maja?/26 maja 1909 w Wierchnieuralsku, zm. 19 października 1964 pod Belgradem) – radziecki generał major.
Po ukończeniu 7-klasowej szkole w Satce był tokarzem w zakładach metalurgicznych w Złatouście i Satce, od 1928 działacz Komsomołu, potem WKP(b). Od września 1931 w Armii Czerwonej, kursant 3-letniej szkoły wojskowej im. Woroszyłowa w Orenburgu, z której został wydalony z powodu wady wzroku. Od 1932 w aparacie wojskowo-politycznym, 1938 ukończył Akademię Wojskowo-Polityczną im. Lenina, 1938–1941 pracował w instytucjach wojskowo-politycznych Armii Czerwonej. Po ataku Niemiec na ZSRR był inspektorem Głównego Zarządu Politycznego Frontu Południowego i naczelnikiem Wydziału Politycznego Armii Nadmorskiej. Podczas obrony Odessy i Sewastopola kierował pracą partyjno-polityczną oddziałów i jednostek wojskowych, 10 lipca – 8 listopada 1942 naczelnik Wydziału Politycznego 4 Armii Rezerwowej, XI 1942 – VIII 1943 naczelnik Wydziału Politycznego 1 Armii Gwardyjskiej, uczestnik bitwy pod Stalingradem. VIII 1943 – VI 1946 członek Rady Wojskowej 57 Armii, później przewodniczący Rady Wojskowej 9 Armii Zmechanizowanej, 1949 ukończył Akademię Sztabu Generalnego, IV 1950 – 1955 pomocnik dowódcy 4 Armii ds. budowlanych na Północnym Kaukazie i w Zakaukaskim Okręgu Wojskowym. Zginął w katastrofie samolotu Ił-18 pod Belgradem jako członek delegacji wojskowej ZSRR udającej się na oficjalne uroczystości z okazji 20 rocznicy wyzwolenia Belgradu spod niemieckiej okupacji. Pochowany na Cmentarzu Nowodziewiczym.

## Odznaczenia
- Order Lenina
- Order Czerwonego Sztandaru (czterokrotnie)
- Order Kutuzowa I klasy
- Order Kutuzowa II klasy
- Order Bohdana Chmielnickiego II klasy
- Order Wojny Ojczyźnianej I klasy
- Order Czerwonej Gwiazdy
- Medal „Za odwagę”
- Medal „Za zasługi bojowe”
- Medal „Za obronę Odessy”
- Medal „Za obronę Sewastopola”
- Medal „Za wyzwolenie Belgradu”
- Medal „Za zwycięstwo nad Niemcami w Wielkiej Wojnie Ojczyźnianej 1941–1945”
- Medal jubileuszowy „XX lat Robotniczo-Chłopskiej Armii Czerwonej”
- Medal 800-lecia Moskwy
- Order Partyzanckiej Gwiazdy I klasy (Jugosławia)
- Order Waleczności I klasy (Bułgaria)
- Medal Wojny Ojczyźnianej (Bułgaria)